# Nicolai N. Petro
Nicolai N. Petro (* 1958 in Berlin) ist ein US-amerikanischer Politikwissenschaftler. Er ist Professor für Politikwissenschaft an der University of Rhode Island.
Petro studierte an der University of Virginia, wo er 1980 als Bachelor in History, 1982 als Master in Public Administration und 1984 als Ph.D. in Foreign Affairs abschloss.
Auf einer Konferenz der Bank of America vertrat Petro 2023 die Meinung, der russische Krieg gegen die Ukraine käme der US-Regierung gelegen.

## Publikationen
- The Rebirth of Russian Democracy: An interpretation of political culture. Harvard University Press, 1995.
- mit Alvin Z. Rubinstein: Russian Foreign Policy: From empire to nation-state. Longman, 1997.
- Crafting Democracy: How Novgorod has coped with rapid social change. Cornell University Press, 2004.
- The Tragedy of Ukraine. What classical Greek tragedy can teach us about conflict resolution. De Gruyter, 2023.